# Guillem Sala
Guillem Sala (Barcelona, 1974) es profesor universitario y escritor español. En 2020 publicó su novela El càstig, uno de sus libros más destacados.

## Biografía
Sala es licenciado en Ciencias Políticas y doctor de Sociología. Desde 2010 es profesor de sociología en la Universidad Autónoma de Barcelona.
Se dio a conocer con el texto de narrativa infantil y juvenil Heu vist passar en Puça amb bicicleta? (2004). Dos años más tarde, en 2006, ganó el Premio Documenta con Imagina un carrer (Imagina una calle).
En 2019, ha publicado La fuga del hombre cangrejo y en 2020 El castigo. Uno de los aspectos más destacados de esta última novela es el uso que hace del lenguaje, alternando el catalán y castellano entre sus personajes.

### El castigo
En 2020 publica en catalán El càstig (L'Altra Editorial), una novela en la que el autor explora los límites de la ciudad desde el punto de vista de las personas que la forman. El relato está protagonizado por una joven profesora de la comarca natural del río Besós (también conocida como Vallés, provincia de Barcelona) y por uno de sus alumnos, un muchacho singular. A través de sus protagonistas, el lector descubrirá una historia dura y desconcertante, pero también muy real. En la novela se mezclan la lengua catalana y lengua española, hecho que caracteriza considerablemente a los personajes.